# 氧化还原滴定
氧化還原滴定（Redox titration）是一種依據滴定液和待測液之間氧化還原反應的滴定。氧化還原滴定可能會使用氧化還原指示劑或電位計以標示滴定終點。

## 示例
設一氧化還原滴定使用還原劑處理碘溶液，並使用澱粉作為指示劑。碘和澱粉會形成深藍色絡合物。碘（I2）能被硫代硫酸根離子（S2O32−）等還原成碘離子（I−），當碘耗盡，藍色消失。此為碘量滴定（iodometric titration）。
通常碘還原為碘離子是一系列反應的最後步驟。這類起始反應用於將未知量的待測液（欲分析的物質）轉換成等量的碘，以待滴定。有時中間反應會以其他鹵素代替碘，因為它們在標準溶液中更易測量，而且／或者更易與待測液反應。這些額外的步驟在碘量滴定時可能是值得的，因為在當量點時，溶液由藍色轉無色，這相較其他分析方式更為明顯。
這種在水溶液中的反應系列以雷瑣辛為待測液，溴酸鹽為標準液，硫代硫酸鹽為滴定液，澱粉為指示劑，可用以下反應式表示。氧化數已在圓括號中標明。
1. {\displaystyle BrO_{3}^{-}(5)+5Br^{-}(-1)+6H^{+}\ \to \ 3Br_{2}(0)+3H_{2}O}

 酸性溶液 溴酸鹽 +  過量溴化物  → 溴 + 水。 溴繼續反應至 ii。
2. {\displaystyle 3Br_{2}(0)+resorcinol\ \to \ 3HBr(-1)+tribromo(+1)resorcinol}

 溴 + 雷瑣辛 → 溴化氫 + 三溴間苯二酚。 未反應的溴繼續反應至iii。
3. {\displaystyle Br_{2}(0)+2I^{-}(-1)\ \to \ 2Br^{-}(-1)+I_{2}(0)}

 溴 +  過量 碘 → 溴化物 + 碘。碘繼續反應至iv。
4. {\displaystyle I_{2}(0)+2S_{2}O_{3}^{2-}(-1,5)\ \to \ 2I^{-}(-1)+(S_{2}O_{3})_{2}^{2-}(0,5)}

 碘 + 硫代硫酸根離子 → 碘 + 四硫磺酸根離子。

設雷瑣辛和溴酸鹽的起始量為R和B，硫代硫酸鹽的量為T，B、T為已知，R未知，但須確定R小於B。（所有量以莫耳計算）則R = B -T/6